# Eugène Landoy
Eugène Landoy (aussi orthographié erronément Landois), né le 17 octobre 1816 à Charleville (Ardennes) et mort le 16 mars 1890 à Saint-Josse-ten-Noode (Bruxelles), est un éditeur et un journaliste franco-belge écrivant aussi sous les pseudonymes de Bertram, Marc Lebreuil et La Guêpe exilée.
Il est le frère de Sido, la mère de l'écrivaine Colette.

## Sources
- Bulletin de l'Académie royale de langue et de littérature françaises, tome XXXIV, no 4, 1956
- Francis Sartorius, Les convives du banquet des Misérables posent pour la postérité le 16 septembre 1862, Tusson : Histoires Littéraires & Du Lérot, 2002, numéro spécial de Histoires littéraires : revue trimestrielle consacrée à la littérature française des XIX et XXe siècles ; suppl. no 12